# Catalina Recavarren
Catalina Recavarren Ulloa de Zizold, (Distrito de Barranco, 15 de julio de 1904-ibidem, 11 de mayo de 1992) fue una poeta y escritora peruana.

## Trayectoria
Hija de Eduardo Recavarren García-Calderón (arequipeño) y Nicolasa Catalina Ulloa Cisneros (limeña). Estudió en el Colegio Sagrado Corazón de Jesús, en Barranco. Su primer poema fue publicado por Raúl Porras Barrenechea en la revista Alma Latina, en 1917. En 1925 reunió sus poemas en dos libros, La Escala  y Reflejos. Publicó Vórtice-vértice (Versos de 1935-1936) en 1936. Este libro ofrece un cambio radical en la concepción poética sobre el cuerpo de la mujer y sus deseos, lo que la coloca entre las escritoras del postmodernismo en América del Sur: Alfonsina Storni, Delmira Agustini y Juana de Ibarbourou. Todas desafiaron un arte hasta entonces concentrado en las necesidades y aspiraciones de los hombres, posicionando a las mujeres como sujeto del discurso poético. En él, destaca el poema La mujer de todos y de nadie ya que recuerda, en forma y fondo, al poema de Juana Inés de la Cruz, Hombres necios que acusáis. Explora las posibilidades de un arte poético en el que la imaginación y el poder de la conciencia femenina elabore discursos singulares que forman una alianza colectiva entre las mujeres.
Viajó por numerosos países de América, Europa y la Unión Soviética dando conferencias. En 1939 escribía libretos para ‘El Momento Infantil’, en Radio Nacional. En 1943, fue codirectora del programa de radio Nosotras, emitido en Radio América. Participó activamente en otros proyectos radiofónicos.
En su obra ejerció una gran influencia Flora Tristán, así en 1942 publicó Flora Tristán: la mujer mesiánica. También fue traductora de su libro Peregrinaciones de una paria (1959) y en ese mismo año le dedicó uno de sus libros titulado Flor de rezar  en el que pide igualdad, respeto a los derechos humanos y amor hacia uno mismo. Como Tristán, fue una mujer revolucionaria e independiente, luchadora incansable por la hermandad entre los pueblos y los derechos de las mujeres.
Fue una de las figuras más importantes  de la bohemia limeña durante los años sesenta. Fundadora de la Asociación Nacional de Escritores y Artistas, ANEA y de la Asociación Cultural Ínsula, también fue Secretaria Cultural en la Escuela Normal de Mujeres, entre los años 1959 y 1974. En 1976 escribió sus memorias, Memorias de una desmemoriada. En 1986 salió publicado en Lima su Antología de la Mujer Peruana, donde entre otras poetas figuraron los primeros poemas de Atala Matellini.
Murió el 11 de mayo de 1992.

## Reconocimientos
- Obtuvo distinciones como las Palmas Magisteriales, la Medalla Cívica de Lima y las Palmas Insulares.[2]

- Se especializó en literatura infantil, siendo Premio Único por su Cancionero Escolar, que es utilizado en los colegios y escuelas del Perú.[12]

- En el distrito de Barranco, desde 1988, un mirador lleva su nombre.[8]